# Naarda xanthonephra
Naarda xanthonephra is een vlinder uit de familie van de spinneruilen (Erebidae). De wetenschappelijke naam van de soort is voor het eerst geldig gepubliceerd in 1908 door de Australische arts en amateur-entomoloog Alfred Jefferis Turner (1861–1947). Het type werd aangetroffen in Kuranda in het noorden van Queensland in Australië. Het epitheton xantonephra is volgens Turner afgeleid van het Grieks xanthonephros, "met gele nieren" (bedoeld zijn niervormige vlekken op de voorvleugels).